# Michal Widenský
Michal Widenský (* 2. ledna 1963, Pardubice) je český fotograf (od roku 2008 první český "Toy Stylist and Photographer"), tvůrce historických dioramat, kurátor výstav, sběratel, restaurátor a opravář historických hraček. Spolu s Miroslavem Smahou založil v roce 2008 Muzeum technických hraček.

## Činnosti

### Fotografování
Pro své fotografování vybírá, připravuje, někdy i opravuje a upravuje hračky, aby fotografiemi s nimi vyjádřil své myšlenky, představy a také přiblížil lidské činnosti a historické události ze světa lidí. Jeho snahou je také přiblížit foto tvorbou svět dětí dospělým a svět dospělých dětem. Od roku 2008 vystupuje jako Toy Stylist and Photographer.

### Tvorba kalendářů
V roce 2014 vydává M. Widenský se svojí starší dcerou Kristinou první „Kalendář ze Světa Baťa hraček“. Jednalo se pravděpodobně o první kalendář  tohoto druhu na světě. Příprava a práce na tomto prvním kalendáři trvala přibližně 5 let. Nejnáročnější bylo  získat tematicky potřebné originální hračky od firmy Baťa a.s. z let 1935 – 1937, aby s nimi bylo  možné vyjádřit různé lidské činnosti a profese v odlišném  ročním období a v některých případech i historické události v předválečném Československu. V roce 2016 vzniká i další unikátní historický kalendář pro rok 2017 u příležitosti první výstavy Muzea technických hraček (M. Smaha, M. Widenský) na zámku Valdštejnů v Litvínově pod názvem „Fenomén továrny Heller & Schiller - historie výroby hraček v Horním Litvínově“. Na rok 2018 je vydán i v němčině.
Od roku 2016 zhotovuje M.W. se svojí dcerou Kristinou i speciální tenisový „Kalendář ze Světa Baťa hraček“ pouze pro vítěze tenisového turnaje „Pardubická juniorka“. Je vyrobeno vždy pouze 9 kusů.

### Tvorba historických pohledů
Prvními historickými pohledy, které  vytvořil  již v roce 2018 byly „Prezident T. G. Masaryk v Lánech – květen 1926“ a pohled noční Litomyšle budoucnosti „ Pozdrav z Litomyšle 1910“ s průkopníkem české aviatiky Ing. Janem Kašparem ještě v papírovém Bleriotu (poz.: na dalších pohledech budoucnosti města Pardubic již použil dobovou plechovou hračku letadla Bleriot). Tyto pohledy jako většinu dalších M. Widenský nafotil ve svých vytvořených dioramatech, kde většinou použil pokud to bylo možné dobových hraček, předmětů i materiálů. Pro pohled s T.G.M. se však také musely vyrobit v potřebné velikosti figurky československého prezidenta nejen stojící, ale i sedící na dobového sádrového koně československého výrobce. Tyto figurky se pravděpodobně za první republiky nevyráběly. Na této figurce se podílel restaurátor sochařských děl z Univerzity Pardubice v Litomyšli Václav Douša a modelář Lubor Šušlík z Pardubic. Tyto pohledy byly určeny pro propagaci výstavy M.Widenského „Dioramata ,stroječky, hračky…“ v regionálním muzeu v Litomyšli v roce 2018.
  Rok 2021 (výběr pohledů):
- „Litomyšl město budoucnosti“ (denní pohled)
- „Pardubice město budoucnosti 1910“ (věnován Ing.J.Kašparovi a E.Čihákovi)
- „Pardubice v budoucnosti 1910 – 1938“ (věnován Ing.J.Kašparovi a E.Čihákovi)
- „Horní Litvínov 1908“ (noční pohled - věnováno vpomínce na zakladatele firmy HUSH, Viktora Hellera a Ernsta Shillera)
- „Horní Litvínov v budoucnosti 1908 – 1938“ (s tramvajema od M. Widenského a firmy HUSCH)
- „Horní Litvínov v budoucnosti 1908 – 1938“ (s rychlovlakem od firmy HUSCH)
- „Skautský tábor u Zemské brány – 1948“ (věnován skautskému hnutí a L.Šušlíkovi)
- „Skautský tábor v Adršpašských skalách – 1948“ (věnován skautům, skautkám a L.Šušlíkovi)

Rok 2023 (výběr pohledů):
- „Broadway, New York City 1927“ (věnován městu N.Y., na výšku)
- „Broadway, New York City 1927“ (věnován městu N.Y., a přistěhovalcům, na výšku)
- „Broadway, New York City 1927“ (věnován městu N.Y., a přistěhovalcům, na délkuu)

A další na kterých se také podílel polygraf a grafik Tomáš Wimmer.

### Výstavy
S Muzeem technických hraček od roku 2008 s Miroslavem Smahou uspořádali a spolupracovali přibližně na 100 různých akcích a výstavách po České republice, především v muzeích, zámcích a školách.
První výstavu s Muzeem technických hraček "Staré mechanické hračky" (29.5.2008 – 26.2.2012) uspořádali v Regionálním muzeu v Mělníku. Další výstavy byly například:
- "Hračky nestárnou" (2.4.2011 – 31.12.2011) – Státní zámek Telč
- "Hračky, hry a divadélka pro radost dětí i dospělých" (8.6.2012 – 30.9.2012) – Státní zámek Vranov nad Dyjí
- "Svět historických hraček" (26.11.2009 – 28.2.2010) – Zámek Děčín
- "Dětský svět za císaře pána – Monarchie (13.12.2012 – 29.9.2013) – Národní muzeum v Praze
- "Princip Baťa – Dnes fantazie, zítra skutečnost" (29.5.2013 – stálá expozice doposud) – Muzeum Jihovýchodní Moravy ve Zlíně
- "Historické hračky, hry a dětská promítací technika" (1.11.2013 – 16.3.2014) – Zámek Pardubice[4]
- "Vojenské hračky" (10.12.2013 – 5.1.2014) – Armádní muzeum Žižkov, VHÚ Praha
- "Hračky za První republiky a Protektorátu Čechy a Morava" (1.1.2014 – 21.3.2014) – Muzeum Třineckých Železáren a města Třince
- "Co frčelo před 100 lety" (29.4.2015 – 6.9.2015) – Třebechovické muzeum betlémů
- "Turnaj Juniorů – Pardubice 1937" (12.8.2016) – Pardubická Juniorka 2016 – finále na tenisovém Kurtu LTC
- "Fenomén továrny Heller & Schiller – Historie výroby hraček HUSCH v Horním Litvínově"  (9.2.2017 – pokračující)[5] – Zámek Valdštejnů Litvínov
- "Dioramata, stroječky, hračky..." (4.5.2018 – 16.9.2018)[6] – Regionální muzeum v Litomyšli

### Tvorba historických dioramat
Při tvorbě dioramat používá dobových materiálů, předmětů a hraček, aby co nejvěrněji vyjádřil tu určitou dobu a její historické události. Ale používá i přírodních materiálů jako např. dřeva a kamene, aby co nejrealističtěji  zobrazil  celkové prostředí.
Jedno z prvních historických dioramat, které vytvořil bylo "Konec II. světové války – květen 1945 (osvobození západních Čech v květnu 1945). Toto diorama poprvé vystavil v roce 2009 v Regionálním muzeu v Mělníku.
Na některých dioramatech pracuje i více než 5 let. Nejobtížnější je někdy získat dobové hračky v určitém měřítku. Například pro diorama "Charles Lindberg in New York 1927" získal dobová autíčka Ford T v potřebném měřítku až v okolí města New York.
V případě, že některé důležité exponáty se mu nedaří získat a nebo se ani v té určité době nevyráběly, tak se je pokouší vyrobit. To byl případ i figurky T. G. Masaryka pro historické diorama "T.G. Masaryk v Lánech" a "T.G. Masaryk a jeho nové auto Škoda Hispano-Suiza, květen 1926". Tato postavička o výšce 7,5 cm se pravděpodobně v období první republiky nikdy nevyráběla, tak musel přikročit k její výrobě. Zde došlo ke spolupráci s tehdejším studentem fakulty restaurování v Litomyšli Václavem Doušou a modelářem a výrobcem československých vojáčků z období první republiky Luborem Šušlíkem.
U  dioramatu "T.G. Masaryk a jeho nové auto Škoda Hispano-Suiza, květen 1926" musel nakonec zhotovit z dobové hračky-autíčka  i novou "Hispánku" T.G.Masaryka se svítícími předními světly, kterou prezident obdržel v květnu 1926.
Výběr z vytvořených dioramat:
- Konec II. světové války – květen 1945 /dokončeno v roce 2009/x
- Charles Lindberg in New York 1927 / 2014 /
- Turnaj juniorů – Pardubice 1937 / 2016 /
- T.G. Masaryk a jeho nová Škoda Hispano-Suiza, květen 1926 / 2018 /[7]
- Litomyšl město budoucnosti 1910 / 2018 /
- Odjezd sokolů a sokolek na X.všesokolský slet – 1938 / 2018 /
- Masarykův okruh – 28. září 1934 / 2018 /
- Pardubice město budoucnosti 1910 / 2021 /
- Horní Litvínov, Valdštejnské náměstí 1908 / 2021 /

### Sběratelství
Jeho sběratelská vášeň vznikla na počátku 90. let, kdy na půdě rodičů své ženy našel krabičku s rezavými náhradními díly. V ní byla mimo jiné i stará promítačka. Po přečtení z dobové dokumentace zjistil, že se jedná o cenný exponát německého výrobce a to byl počátek jeho sbírky a pozdější tvorby.
Rozhodl se, že exponáty bude zachraňovat, opravovat a zpřístupňovat veřejnosti. Jeho sbírku tvoří především půdní nálezy, které doplňují hračky získané na světových internetových aukcích.

### Oprava hraček
Pokud hračka nemá díl nebo mechanizmus, lze ji opravit z archivu, který si Muzeum technických hraček za léta vytvořilo. Tímto způsobem Michal Widenský zachraňuje i hračky z 19. století.